# Francisc Cocoș
Francisc Cocoș (ur. 14 października 1910 w Vindze zm. w grudniu 1982 w Bukareszcie) – rumuński zapaśnik. Uczestnik Igrzysk Olimpijskich w 1936 w Berlinie. Na igrzyskach uczestniczył w turnieju w wadze średniej (do 82 kg), na których zajął 5. miejsce odpadając w trzeciej rundzie. W Berlinie wygrał i przegrał po dwie walki, wszystkie przed czasem.